# Neersen
Neersen ist ein Dorf am Mittleren Niederrhein und Ortsteil der Stadt Willich im Kreis Viersen in Nordrhein-Westfalen.

## Herleitung des Namens

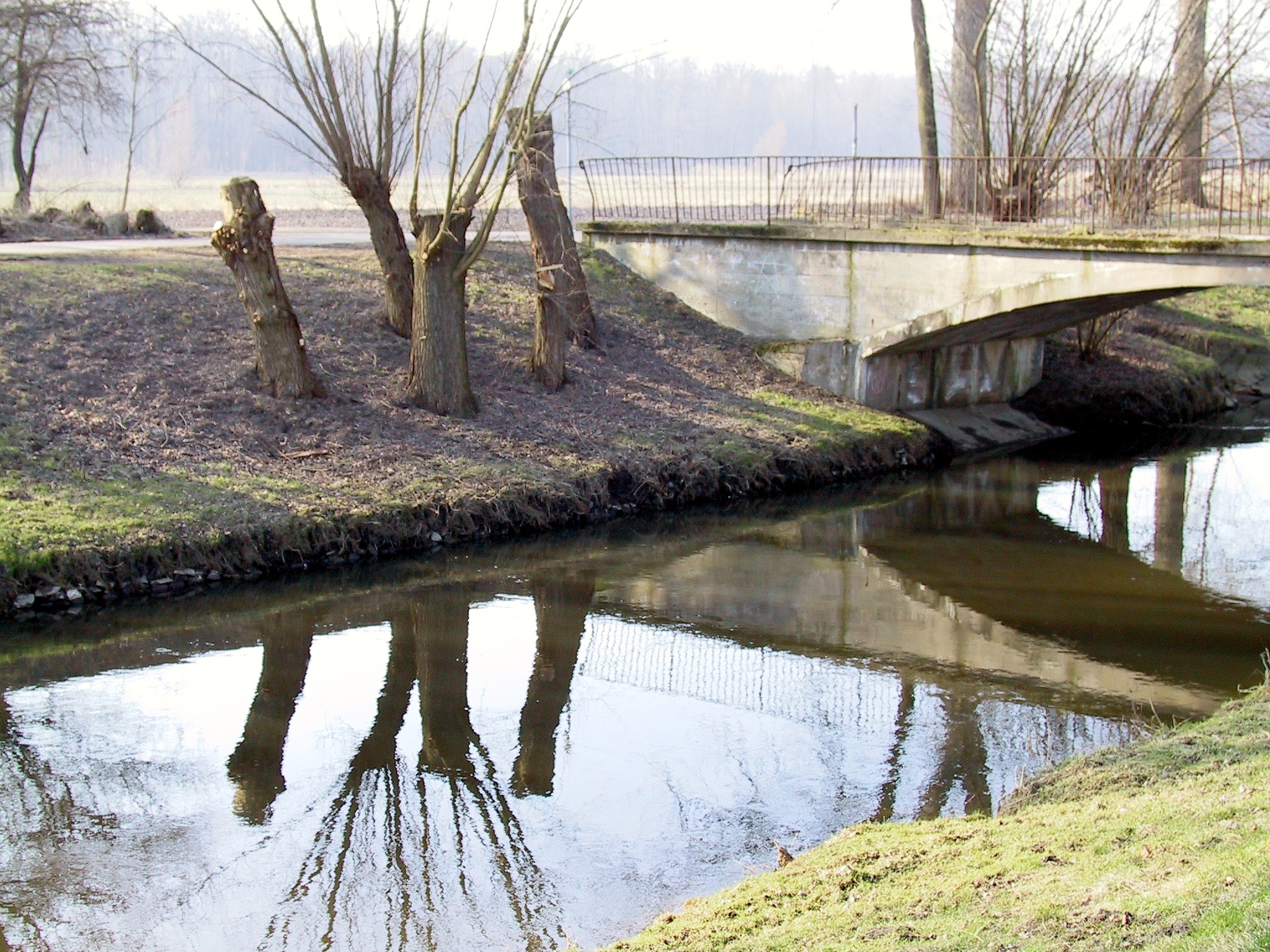
Die Niers bei Neersen

Namensgeber Neersens ist aller Wahrscheinlichkeit nach der Fluss Niers, welcher damals eine hohe Bedeutung für Neersen hatte. Die Niers wurde früher auch Neers genannt und floss bis zu ihrer künstlichen Begradigung im Jahre 1930 unmittelbar am Ort vorbei, speiste eine Wassermühle und diente dem Burggraben als Wasserzulauf. Ein Brief des Kölner Erzbischofs, datiert vom 16. Dezember 1263, nennt den Amtmann von Neersen „Vait van der Nersin“. Da damals Familiennamen noch nicht üblich waren, ist dies als Herkunftsname „Vogt von der Niers“ oder „von Neersen“ zu verstehen. Auf einer niederländischen Landkarte aus dem Jahr 1617 ist der Ort als „Niersen“ verzeichnet. Neersen bezeichnete zunächst die dortige Burg und das von ihr aus verwaltete lehensrechtliche Territorium. Die im Umfeld der Burg entstehende zivile Siedlung wurde auch als „Nerstraeß“ oder „Neer-Straße“, also Straße an der Niers, bezeichnet. Wohl nachdem die lehensrechtliche Herrlichkeit Neersen 1798 aufgelöst worden war, setzte sich Neersen als Ortsname endgültig durch.

## Geographie
Der Ort ist Teil der naturräumlichen Großregion Niederrheinisches Tiefland (57). Der Nordosten liegt im Teil-Naturraum Kempener Lehmplatte (573.3), wohingegen sich der Südwesten im Mittleren Nierstal (573.1), genauer im Neersener Niersbruch (573.12), befindet. Die Straßen Rothweg und Virmondstraße bilden den ungefähren Verlauf dieser naturräumlichen Grenze ab.
Im Süden des Ortes verläuft, aus Mönchengladbach-Neuwerk kommend, die Niers. An ihr liegt der Nierssee. Nach dem Zufluss der Cloer fließt die begradigte Niers weiter nach Viersen.

## Bevölkerungsentwicklung
Die Siedlung im Umfeld der Burg Neersen wuchs zunächst sehr langsam. Im 15. Jahrhundert bestand sie aus acht kleinen bäuerlichen Anwesen. Um 1550 wurden 30, um 1660 51 und um 1800 200 Häuser gezählt. 1900 waren es 400 Häuser mit 2616 Einwohnern. 1969 schließlich verzeichnete die Statistik 5286 Einwohner. Aktuell leben in Neersen rund 6900 Einwohner.

## Geschichte
Im Jahre 1250 wurde im in lateinischer Sprache abgefassten Memorienbuch der Benediktiner-Abtei Gladbach ein „Henricus de Nersa“ genannt. Es ist die erste Erwähnung des Ortsnamens.

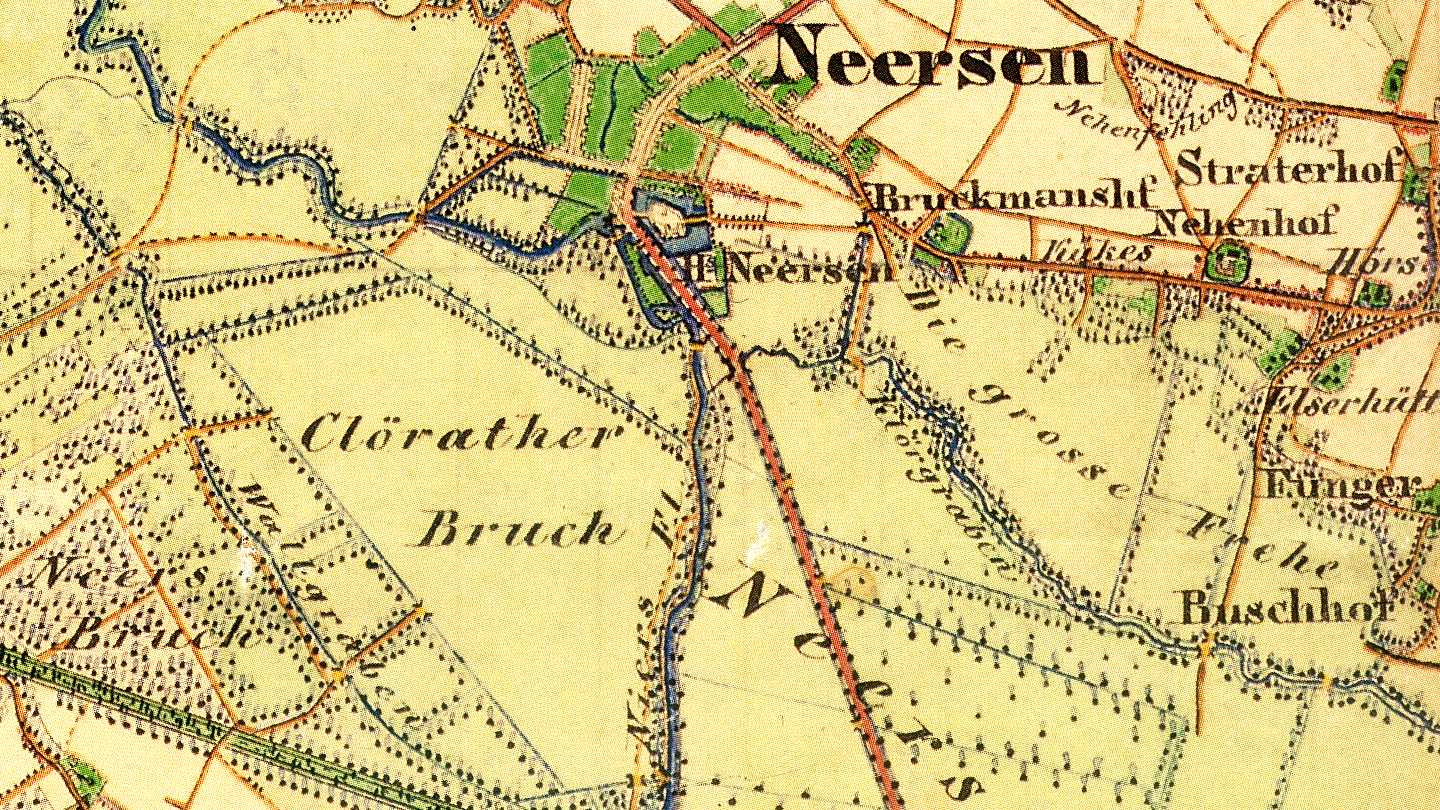
Neersen im Jahr 1844

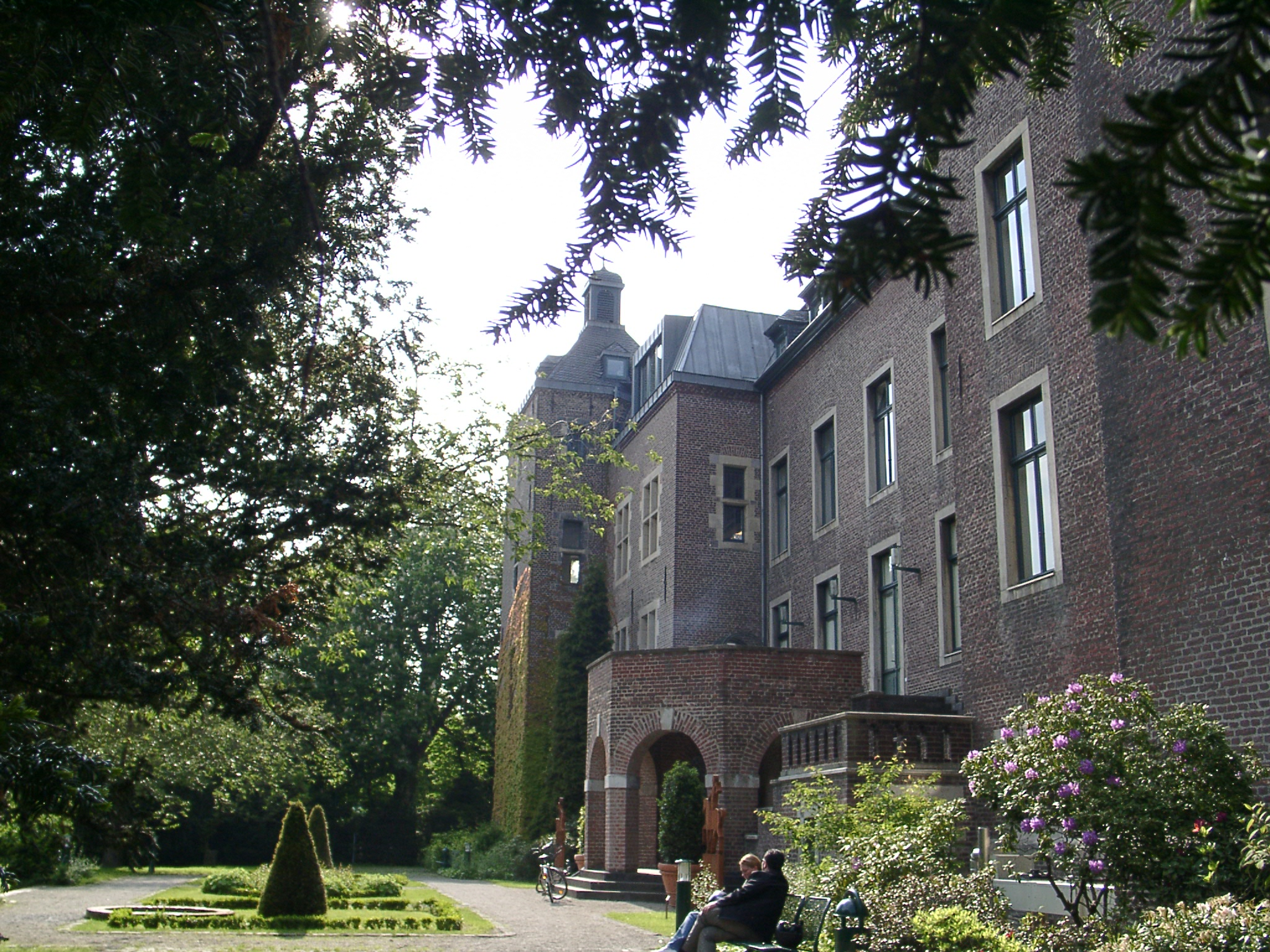
Schloss Neersen (Rückseite)

1263 wurde Neersen erstmals ausdrücklich als Sitz der Vögte von Neersen, spätestens 1371 als Standort einer Wasserburg an der Niers erwähnt. Die Niers bildete die damalige Grenze zwischen dem Kurfürstentum Köln und dem Herzogtum Jülich. Der Ort Neersen bestand neben der Burg nur aus wenigen Häusern und bildete zusammen mit dem größeren Dorf Anrath die Herrlichkeit Neersen. Kirchlich gehörte Neersen damals zur Pfarre Anrath.
1579 wurde am Schwarzen Pfuhl ein Galgen errichtet, 1580 wurde dem Vogt von Neersen die Hohe Gerichtsbarkeit bestätigt. Während des Truchsessischen Krieges stand der Vogt von Neersen auf protestantischer Seite, woraufhin auch Neersen und Anrath 1585 von katholischen Söldnertruppen geplündert wurden.
Auch Neersen blieb nicht von Kriegseinwirkungen im Dreißigjährigen Krieg verschont. 1642 wurde Neersen durch den katholischen Reitergeneral Johann von Werth besetzt, der die Region von protestantischen Truppen befreite. Dabei mag der Neersener Gerhard Vynhoven eine nicht unbedeutende Rolle gespielt haben, denn dieser war als katholischer Priester Militärseelsorger in von Werths Einheit. Wenig später, in den Jahren 1654 bis 1660, errichtete Vynhoven nördlich des Ortes die Wallfahrts-Kapelle Klein-Jerusalem. Die Freiherren von Virmond-Neersen waren durch aktive Kriegsbeteiligung auf katholischer Seite zu beachtlichem Reichtum gekommen und unterstützten Vynhoven großzügig. Die Virmonds ließen auch die Burg zu einem Schloss umbauen (1661–1669) und stifteten 1652 eine Kirche in Neersen, in der sie 1658 ein Minoritenkloster in Neersen ansiedelten. Die Mönche entwickelten neben einer bedeutenden seelsorgerischen Tätigkeit auch einen lebhaften Handel mit Vieh, Wein und Lebensmitteln. Der erste Markt in Neersen, der Halbfasten- oder Schüppenmarkt, wurde vom Kloster bestritten.

### Franzosenzeit
In den auf die Französische Revolution folgenden Koalitionskriegen wurde Neersen im Laufe des Herbstfeldzuges im Oktober 1794 von französischen Revolutionstruppen besetzt. Der Ort wurde, wie die gesamten eroberten linksrheinischen Territorien von Frankreich annektiert, 1798 in das Département de la Roer (dt. Rur-Departement) eingegliedert und durch den Frieden von Lunéville im Februar 1801 französisches Staatsgebiet.
Neersen wurde Teil des Arrondissement de Crévelt (dt. Distrikt Krefeld) sowie Hauptort eines eigenen Kantons, dem Kanton Neersen. Dem Kanton unterstanden zwölf Bürgermeistereien (französisch Mairie), nämlich:
Neersen (inklusive Anrath,
Clörath und Kehn),
Alt-Willich,
Kleinkempen,
Schiefbahn,
Süchteln,
Gladbach,
Obergeburth,
Oberniedergeburth,
Unterniedergeburth,
Liedberg,
Korschenbroich und
Kleinenbroich.
Am 18. September 1798 wurde die Neersener Klosterkirche auf Drängen des Guardians des Minoritenklosters, Pater Quirin Leopold Eggerath, von der Pfarre Anrath getrennt und Neersen zur Pfarre erhoben. Eggerath wurde erster Pastor der neuen Pfarre. Damit bewahrte er die Klosterkirche vor der Säkularisation durch die Franzosen in deren Rahmen das restliche Kloster 1802 offiziell aufgelöst wurde. Damals zählte die neue Pfarrgemeinde 1200 Katholiken. Eggerath weihte die Kirche 1803 dem Heiligen Napoleon und erreichte dadurch überraschenderweise, dass von einer geplanten Aufhebung der jungen Pfarre abgesehen wurde und diese sogar die Gebäude des ehemaligen Klosters zurückerhielt.
1802 wurde auch die Gewerbefreiheit nach französischem Recht eingeführt.
Von Mitte 1809 bis Ende 1810 wurde zwischen Neersen und Schiefbahn ein Teil des Nordkanals gebaut. 1815 wurde Neersen beim Wiener Kongress dem Königreich Preußen zugeschlagen; von 1823 bis 1850 wurde der Kanalabschnitt von Kähnen und Schiffen genutzt.

### Preußen
Im Rahmen der preußischen Kreiseinteilung wurden die Bürgermeisterei Neersen im Jahre 1816 dem Landkreis Krefeld zugeschlagen. 1819 wurde die Bürgermeisterei Neersen in den Landkreis Gladbach umgegliedert. Dabei wurde Anrath aus der Bürgermeisterei Neersen herausgelöst und mit der Bürgermeisterei Kleinkempen vereinigt, die vom Landkreis Gladbach zum Landkreis Krefeld wechselte.
Bis Anfang des 19. Jahrhunderts hatten sich im Rahmen der Industrialisierung einige Textilfabriken in Neersen angesiedelt. Dort wurde der vor Ort angebaute Flachs zu Leinen gewebt, sowie aus importierter Baumwolle Samt hergestellt. Besonders zu nennen ist die „Rheinische Velvetfabrik“, die 1864 vom Krefelder Fabrikanten Gustav Klemme in Neersen gegründet wurde und bis zu ihrem Konkurs 1928 ein bedeutender Arbeitgeber war.
1832 wurde an der Kirchhofstraße ein neuer Friedhof angelegt.
1856 wurde die Pfarrkirche St. Napoleon wieder St. Mariä Empfängnis gewidmet, der sie bereits von 1671 bis 1803 geweiht war.
1877 wurde südlich des Ortes der Bahnhof Neersen in Betrieb genommen. Er bildete den Knotenpunkt zwischen den Strecken Neuss–Viersen und Krefeld–Rheydt. Das in einem orientalischen Stil gebaute große Gebäude wurde 1972 gesprengt.
Der dortige Schienenverkehr wurde von 1968 bis 1994 schrittweise eingestellt.
1884 bis 1893 wurde ein Gebietsaustausch zwischen Neersen und Schiefbahn durchgeführt. Neersen erhielt ein Teilstück im Hagwinkel/Vennheide/Giesgesheide und übertrug dafür Ländereien im Gebiet Straterhof/Elserhütte.

### 20. Jahrhundert

Technisches Rathaus am Schloss Neersen

1929 fielen durch eine kommunale Neugliederung Neersen, Anrath, Schiefbahn und Willich an den neu gebildeten Kreis Kempen-Krefeld.
Die künstliche Begradigung der Niers erfolgte 1930. Sie fließt seither nicht mehr direkt am Schloss vorbei, sondern ist ca. 1 km vom Schloss entfernt.
In der Zeit des Nationalsozialismus wurde die Begeisterung für die NS-Ideologie auf die Spitze getrieben. Der Minoritenplatz wurde in „Adolf-Hitler-Platz“ umbenannt und, dieses geschah überobligatorisch, die Malteserstraße in „Straße der SA“. Die Ratsmitglieder dieser Zeit nannten sich in den Ratsprotokollen nur mit Pseudonymen, wie Efmann, Pemann usw.
1942 wurde im Rahmen eines Umlegungsverfahrens die Kleinsiedlung Cloerbruchallee von der Stadt Mönchengladbach an die Gemeinde Neersen übertragen.
Am 10. März 1945 wurde Neersen von der über Viersen kommenden amerikanischen 5. Panzerdivision besetzt. Da der Ort bereits von der Wehrmacht verlassen worden war, kam es zu keinen bewaffneten Auseinandersetzungen.
1960 wurde das ehemalige Minoritenkloster sowie der Hauptteil der alten Pfarrkirche abgerissen und an deren Stelle eine neue Kirche errichtet, die 1962 eingeweiht wurde. Von der alten Pfarrkirche blieb nur der Chor erhalten.
1965 wurde in Neersen die erste und einzige evangelische Kirche errichtet, die Mitte der 1980er Jahre den Namen „Friedenskirche“ erhielt.
Nach dem Inkrafttreten des „Gesetzes zur Neugliederung des Kreises Kempen-Krefeld und der kreisfreien Stadt Viersen“ am 1. Januar 1970 wurde die Gemeinde Neersen mit den Nachbargemeinden Anrath, Schiefbahn und Willich zur Stadt Willich zusammengeschlossen. Das Schloss Neersen dient seit 1971 als Rathaus der Stadt Willich. 2003 wurde das Rathaus um das neugebaute Technische Rathaus erweitert.

## Wappen
Im 20. Jahrhundert gab sich die Gemeinde Neersen ein Wappen, das dem der einstigen Freiherren und Grafen von Neersen nachempfunden wurde. Offiziell führte die Gemeinde dieses Wappen bis zur Gründung der Stadt Willich 1970.
Die Felder haben folgende Bedeutung:
1. das Geschlecht derer von der Neersen (1263–1487)
2. das Geschlecht derer von Virmond (auch von Virmont oder von Viermund) (1502–1744)
3. Kurköln, einstige Lehnsherren Neersens (um 953–1794)
4. die Herrschaft Nordenbeck, Stammsitz derer von Virmond

## Liste der Herren von Neersen

### Haus Neersen
- vor 1263–nach 1279: Heinrich I. von der Neersen
- um 1327: Heinrich II. von der Neersen
- um 1340–1370: Heinrich III. von der Neersen
- 1370–1414: Heinrich IV. von der Neersen
- 1414–1438: Heinrich V. von der Neersen
- 1438–1487: Heinrich VI. von der Neersen

### Haus Palant
- 1487–1502: Anton von Palant

### Haus Viermund
- 1502–1539: Ambrosius I. von Viermund
- 1540–1572: Johann I. von Viermund
- 1572–1588: Ambrosius II. von Viermund
- 1588–1632: Johann II. von Viermund
- 1632–1681: Adrian Wilhelm von Viermund
- 1681–1688: Ambrosius Adrian von Viermund
- 1689–1744: Ambrosius Franz von Virmont

## Sehenswürdigkeiten
- Schloss Neersen mit Landschaftsgarten im englischen Stil
- Wallfahrts-Kapelle Klein-Jerusalem
- St.-Konrad-Kapelle in der Siedlung Grenzweg, direkt an der Niers gelegen
- Fietsallee am Nordkanal

## Kultur
- Skulpturenpark: Zeitgenössische Skulpturen als Teil des Schlossparks[19]
- Schlossfestspiele: Freiluft-Theaterfestival im Innenhof des Schlosses
- Badewannenrennen an der Niers, unweit der Siedlung Grenzweg
- Schützenfeste
  - Schützenfest Grenzweg (St. Konrad-Schützengilde Grenzweg e. V.)
  - Schützenfest Neersen-Zentrum (St. Sebastianus Bruderschaft 1802 Neersen e. V.)
  - Schützenfest Kapelle Klein-Jerusalem (Schützenverein Klein-Jerusalem 1854 e. V.)

## Persönlichkeiten
- Gerhard Vynhoven (1596–1674), katholischer Priester
- Emil Hagmann (1872–1919), Bürgermeister der Landbürgermeisterei Neersen von 1900 bis 1905
- Hans-Waldemar Bublitz (1910–1986), Schauspieler, Autor und Regisseur

## Verkehr

### Schienen- und Busverkehr
Der Bahnhof Neersen befand sich im Kreuzungsbereich der beiden Bahnstrecken Neuss–Viersen und Krefeld–Rheydt. Bis zur Übertragung der Kleinsiedlung Cloerbruchallee 1942 von der Stadt Mönchengladbach an die Gemeinde Neersen befand er sich jedoch nicht wirklich im Ort Neersen, sondern über 500 m südöstlich in Mönchengladbach-Cloerbruch Am Nordkanal (Straßenname) nahe der Niers. In der Nähe vom Neersener Bahnhof befindet sich das Autobahnkreuz Neersen.
Im öffentlichen Personennahverkehr kreuzen sich am Neersener Schloss die Buslinien 036, 038, 056 und 094, welche in das übrige Willicher Stadtgebiet, sowie in die Nachbarorte Mönchengladbach (036), Viersen (094) und Krefeld (056) verkehren.

### Straße
Nach Neersen ist das Autobahnkreuz Neersen benannt, was neben dem Autobahnkreuz Düsseldorf-Nord eines von zwei Kreuzungspunkten zwischen den beiden Bundesautobahnen 44 (Mönchengladbach-Ost – Ratingen-Ost) und 52 (Roermond – Düsseldorf) ist. An der Bundesautobahn 44 befindet sich auch die gleichnamige Anschlussstelle. Da das Autobahnteilstück der A52 bei Neersen nur von Roermond nach Düsseldorf führt, wo die A52 im Westen Oberkassels endet und ab da bis Düsseldorf-Mörsenbroich unterbrochen ist, wo das zwei A52-Teilstück von Düsseldorf nach Essen beginnt, welches die A44 wiederum im Kreuz Düsseldorf-Nord kreuzt, dient da A44 hier auch der Verbindung zweier A52-Teilstücke für die A52-Verbindung Roermond – Mönchengladbach – Essen. Auch die A44 wird ab dem Kreuz Neersen im Osten Mönchengladbachs unterbrochen, jedoch besteht über die A52 ab dem Kreuz Neersen über das Autobahnkreuz Mönchengladbach und ab die über A61 bis zum AD Jackerath eine Verbindung zwischen den beiden A44-Teilstücken Aachen–Mönchengladbach und Mönchengladbach–Ratingen-Ost.
Neben den beiden Autobahnen kreuzen sich in Neersen noch die beiden Landesstraßen L29 und L361. Beide sind an der Autobahnanschlussstelle Neersen an die beiden Bundesautobahnen angeschlossen.

## Trivia
Bekannt ist Neersen vor allem durch das gleichnamige Autobahnkreuz Neersen südöstlich des Ortes, das die Bundesautobahnen A 44 und A 52 miteinander verbindet. Vor der Fertigstellung der Düsseldorfer Flughafenbrücke im Juni 2002 staute sich hier regelmäßig der Verkehr, weshalb Neersen nahezu an jedem Morgen im Verkehrsfunk erwähnt wurde.